# Tafeltennis op de Olympische Zomerspelen 2000
Tafeltennis is een van de sporten die beoefend werden tijdens de Olympische Zomerspelen 2000 in Sydney. Namens Nederland speelden zowel Trinko Keen als Danny Heister hier hun tweede Olympische toernooi. Voor eerstgenoemde was het wel zijn eerste deelname aan het enkelspel, waarin hij evenals Heister tot de laatste 32 kwam. Samen kwamen ze tot de laatste zestien in het dubbelspel.

## Heren

### enkelspel
| rang   | sporter           | land |
| ------ | ----------------- | ---- |
| Goud   | Kong Linghui      | CHN  |
| Zilver | Jan-Ove Waldner   | SWE  |
| Brons  | Liu Guoliang      | CHN  |
| 4      | Jörgen Persson    | SWE  |
| 5      | Werner Schlager   | AUT  |
| 5      | Liu Guozheng      | CHN  |
| 5      | Jörg Roßkopf      | GER  |
| 5      | Vladimir Samsonov | BLR  |

### dubbelspel
| rang   | sporters                           | land |
| ------ | ---------------------------------- | ---- |
| Goud   | Wang Liqin Yan Sen                 | CHN  |
| Zilver | Kong Linghui Liu Guoliang          | CHN  |
| Brons  | Patrick Chila Jean-Philippe Gatien | FRA  |
| 4      | Lee Chul-seung Yoo Seung-min       | KOR  |
| 5      | Kim Taek-soo Oh Sang-eun           | KOR  |
| 5      | Karl Jindrak Werner Schlager       | AUT  |
| 5      | Chang Yen-shu Chiang Peng-lung     | TPE  |
| 5      | Damien Éloi Christophe Legoût      | FRA  |

## Dames

### enkelspel
| rang   | sporter         | land |
| ------ | --------------- | ---- |
| Goud   | Wang Nan        | CHN  |
| Zilver | Li Ju           | CHN  |
| Brons  | Chen Jing       | TPE  |
| 4      | Jing Jun Hong   | SIN  |
| 5      | Chire Koyama    | JPN  |
| 5      | Qianhong Gotsch | GER  |
| 5      | Mihaela Şteff   | ROU  |
| 5      | Ryu Ji-hae      | KOR  |

### dubbelspel
| rang   | sporters                       | land |
| ------ | ------------------------------ | ---- |
| Goud   | Li Ju Wang Nan                 | CHN  |
| Zilver | Sun Jin Yang Ying              | CHN  |
| Brons  | Kim Moo-kyo Ryu Ji-hae         | KOR  |
| 4      | Csilla Bátorfi Krisztina Tóth  | HUN  |
| 5      | Eldijana Aganović Tamara Boroš | CRO  |
| 5      | Otilia Bădescu Mihaela Şteff   | ROU  |
| 5      | Lee Eun-sil Seok Eun-mi        | KOR  |
| 5      | Miao Miao Shirley Zhou         | AUS  |

## Medaillespiegel
| rang   | land           | goud | zilver | brons | totaal |
| ------ | -------------- | ---- | ------ | ----- | ------ |
| 1      | China          | 4    | 3      | 1     | 8      |
| 2      | Zweden         | 0    | 1      | 0     | 1      |
| 3      | Frankrijk      | 0    | 0      | 1     | 1      |
| 3      | Chinees Taipei | 0    | 0      | 1     | 1      |
| 3      | Zuid-Korea     | 0    | 0      | 1     | 1      |
| totaal | totaal         | 4    | 4      | 4     | 12     |

Seoel 1988 · 
Barcelona 1992 · 
Atlanta 1996 · 
Sydney 2000 · 
Athene 2004 · 
Peking 2008 · 
Londen 2012 · 
Rio de Janeiro 2016 ·
Tokio 2020 ·
Parijs 2024 ·
Los Angeles 2028
Medaillewinnaars 
Atletiek · Badminton · Basketbal · Boksen · Boogschieten · Gewichtheffen · Gymnastiek · Handbal · Hockey · Honkbal · Judo · Kanovaren · Moderne vijfkamp · Paardensport · Roeien · Schermen · Schietsport · Schoonspringen · Softbal · Synchroonzwemmen · Taekwondo · Tafeltennis · Tennis · Triatlon · Voetbal · Volleybal · Waterpolo · Wielersport · Worstelen · Zeilen · Zwemmen